# 카를로스 알론소 곤살레스
카를로스 알론소 곤살레스(스페인어: Carlos Alonso González, 1952년 8월 23일, 칸타브리아 지방 산티야나 델 마르 ~)는 줄여서 산티야나(스페인어: Santillana)로 알려진 은퇴한 스페인의 축구 선수로, 현역 시절 공격수로 활약했다.
레알 마드리드에서 활동한 것으로 알려져 있는데, 그는 라 리가에 17시즌 동안 출전해 643번의 경기를 뛰었고, 1.80미터보다 작은 신장에도 불구하고 공중 경합 능력을 지녔고, 스페인 축구 역사상 최고의 공격수들 중 한명으로 평가된다.
스페인 국가대표로 50경기 이상 출전한 그는 두 차례의 FIFA 월드컵과 두 차례의 UEFA 유럽 축구 선수권 대회에 참가했다.

## 클럽 경력
칸타브리아 지방 산티야나 델 마르 출신 (그의 별칭은 고향에서 따왔다) 으로, 인근 라싱 산탄데르에서 프로 무대에 나온 후, 1971년, 19세의 나이에 라 리가의 레알 마드리드로 이적해 첫 시즌에 34경기에 나서 10골을 넣어 리그 우승에 공헌했다.
도합하여, 산티야나는 리그를 9번 우승했고, 코파 델 레이도 네 차례 우승했으며, UEFA컵 2연패도 달성했는데, 후자의 대회에서는 결승전에 두 대회 연속 득점을 기록했다. 그는 1군 경기에 778번 출전했는데, 그의 최다 출전 기록은 마누엘 산치스가 1997-98 시즌에 경신했고, 그는 이 현역 시절에 352골을 기록했다. 그는 스페인 1부 리그 역대 최다 득점 8위로 461번의 경기에서 186번 득점했지만, 단 한번도 피치치를 획득한 적은 없다.
1987-88 시즌, 그는 12경기에 나서 4골을 넣는데 그쳤는데, 산티야나는 거의 36세의 나이에 은퇴했는데, 그는 2-1로 이긴 바야돌리드와의 안방 경기에서 득점을 기록했다. 그는 막판 3시즌 동안 마드리드와 함께 리그를 3번 연속 우승을 거두었다.

## 국가대표팀 경력
산티야나는 스페인 국가대표팀 일원으로 56경기를 치러 15골을 기록했는데, 그가 치른 첫 경기는 1975년 4월 17일, 루마니아와의 UEFA 유로 1976 예선전 경기로, 마드리드에서 열린 이 경기에서 1-1로 비겼다. 그는 1978년과 1982년 FIFA 월드컵에 자국을 대표로 출전했고, UEFA 유럽 축구 선수권 대회에도 두 번 본선에 나갔다. 1976년 대회에는 8강에 올라갔지만, 본선에 못 진출했고, 1980년에는 2라운드 진출이 무산되었고, 1984년에는 개최국 프랑스에게 밀려 준우승을 거두었는데, 산티야나는 머리로 선제골을 넣을 뻔 했지만, 득점선 앞에서 스페인 태생의 루이스 페르난데스가 걷어내 무산되었다.
1983년 12월 21일, 몰타와의 UEFA 유로 1984 예선 경기에서 스페인은 본선에 진출하기 위해 11골이 필요한 상황이었는데, 산티야는 전반전에 해트트릭을 기록했고, 후반전에는 4번째 골을 추가했는데, 스페인은 네덜란드를 제치기도 했는데, 그의 레알 마드리드 전 견습생이던 이폴리토 링콘 (당시 레알 베티스 소속) 도 4골을 넣어 역사적인 12-1 대승을 거두었다.

### 국가대표팀 득점 기록
| #   | 날짜             | 경기장                            | 상대         | 점수 | 결과 | 대회                  |
| --- | ---------------- | --------------------------------- | ------------ | ---- | ---- | --------------------- |
| 1.  | 1975년 11월 16일 | 8월 23일, 부쿠레슈티, 루마니아    | 루마니아     | 0–2  | 2–2  | UEFA 유로 1976 예선전 |
| 2.  | 1976년 4월 24일  | 비센테 칼데론, 마드리드, 스페인   | 서독         | 1–0  | 1–1  | UEFA 유로 1976 예선전 |
| 3.  | 1978년 10월 4일  | 막시미르, 자그레브, 유고슬라비아  | 유고슬라비아 | 0–2  | 1–2  | UEFA 유로 1980 예선전 |
| 4.  | 1978년 12월 13일 | 엘 엘만티코, 살라망카, 스페인     | 키프로스     | 3–0  | 5–0  | UEFA 유로 1980 예선전 |
| 5.  | 1978년 12월 13일 | 엘 엘만티코, 살라망카, 스페인     | 키프로스     | 5–0  | 5–0  | UEFA 유로 1980 예선전 |
| 6.  | 1979년 12월 9일  | 치리오, 리마솔, 키프로스          | 키프로스     | 0–2  | 1–3  | UEFA 유로 1980 예선전 |
| 7.  | 1983년 4월 27일  | 라 로마레다, 사라고사, 스페인     | 아일랜드     | 1–0  | 2–0  | UEFA 유로 1984 예선전 |
| 8.  | 1983년 11월 16일 | 더 카위프, 로테르담, 네덜란드     | 네덜란드     | 1–1  | 2–1  | UEFA 유로 1984 예선전 |
| 9.  | 1983년 12월 21일 | 베니토 비야마린, 세비야, 스페인   | 몰타         | 1–0  | 12–1 | UEFA 유로 1984 예선전 |
| 10. | 1983년 12월 21일 | 베니토 비야마린, 세비야, 스페인   | 몰타         | 2–1  | 12–1 | UEFA 유로 1984 예선전 |
| 11. | 1983년 12월 21일 | 베니토 비야마린, 세비야, 스페인   | 몰타         | 3–1  | 12–1 | UEFA 유로 1984 예선전 |
| 12. | 1983년 12월 21일 | 베니토 비야마린, 세비야, 스페인   | 몰타         | 9–1  | 12–1 | UEFA 유로 1984 예선전 |
| 13. | 1984년 4월 11일  | 루이스 카사노바, 발렌시아, 스페인 | 덴마크       | 1–1  | 2–1  | 친선경기              |
| 14. | 1984년 5월 26일  | 샤르미유, 제네바, 스위스          | 스위스       | 0–1  | 0–4  | 친선경기              |
| 15. | 1984년 6월 17일  | 벨로드롬, 마르세유, 프랑스        | 포르투갈     | 1–1  | 1–1  | UEFA 유로 1984        |

## 수상

### 클럽
- UEFA컵: 1984–85, 1985–86
- 라 리가: 1971–72, 1974–75, 1975–76, 1977–78, 1978–79, 1979–80, 1985–86, 1986–87, 1987–88
- 코파 델 레이: 1973–74, 1974–75, 1979–80, 1981–82
- 코파 데 라 리가: 1984–85

### 국가대표팀
- UEFA 유럽 축구 선수권 대회 준우승: 1984

### 개인
- 세군다 디비시온 피치치: 1970–71